# مفارقة السلم

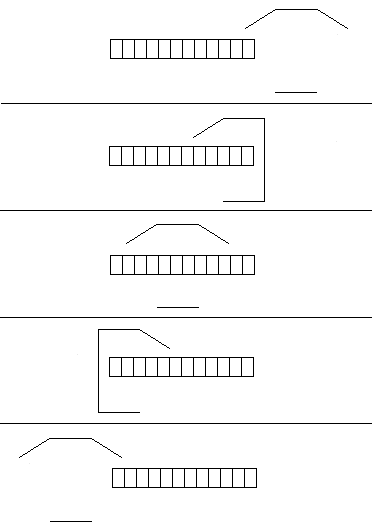
مفارقة السلم

مفارقة السلم (بالإنجليزية: Ladder paradox)‏ (أو مفارقة الحظيرة القطبية) هي تجربة فكرية في النسبية الخاصة. تتضمن سلمًا موازيًا للأرض، يسير أفقيًا بسرعة نسبية (بالقرب من سرعة الضوء) وبالتالي يمر بانكماش بطول لورنتز. يجري تخيل السلم وهو يمر من خلال الأبواب الأمامية والخلفية المفتوحة للكراج أو الحظيرة التي تكون أقصر من طوله المتبقي، لذلك إذا كان السلم لا يتحرك فلن يكون من الممكن وضعه في الداخل. بالنسبة للمراقب الثابت، بسبب الانكماش، يكون من الممكن للسلم المتحرك أن يُحتوى بالكامل داخل المبنى في أثناء مروره. من ناحية أخرى، من وجهة نظر مراقب يتحرك مع السلم، فهذا المبنى (أو المرآب) هو الذي ينكمش إلى طول لورنتز. لذلك لن يكون السلم قادرًا على التداخل داخل المبنى في أثناء مروره. هذا يطرح تباينًا واضحًا بين حقائق كلا المراقبين. 
هذه المفارقة الواضحة ناتجة عن افتراض خاطئ بالتزامن المطلق. يقال إن السلم يلائم المرآب إذا كان من الممكن جعل نهايتيه داخل المرآب في وقت واحد. يتم حل المفارقة عندما يُعتبر أنه في النسبية، يكون التزامن نسبيًا لكل مراقب، ما يجعل الإجابة عما إذا كان السلم محتوىً داخل المرآب نسبية أيضًا بالنسبة لكل منهما.

## المفارقة
تتضمن أبسط نسخة من المفارقة وجود كراج بباب أمامي وخلفي مفتوحين، وسلم يكون أطول من أن يوضع في الداخل فيما يتعلق بالكراج. ننتقل الآن بالسلّم بسرعة أفقية عالية عبر المرآب الثابت. بسبب سرعته العالية، يخضع السلم للتأثير النسبي لتقلص الطول، ويصبح أقصر بكثير. نتيجة لذلك، مع مرور السلم من خلال المرآب، فإنه، لبعض الوقت، يكون محتجزًا بالكامل فيه. يمكننا، إذا أحببنا ذلك، أن نغلق كلا البابين في وقت واحد لفترة وجيزة، لإثبات أن السلم مناسب. 
حتى الآن، هذا ثابت. المفارقة الواضحة تأتي عندما نفكر في الموقف المقابل. نظرًا لمراقب يتحرك مع السلم يسير بسرعة ثابتة في الإطار المرجعي بالقصور الذاتي للمرآب، يحتل هذا المراقب أيضًا إطارًا بالقصور الذاتي، حيث يتم تطبيق نفس قوانين الفيزياء وفقًا لمبدأ النسبية. من هذا المنظور، يصبح السلم الآن ثابتًا، والكراج هو الذي يتحرك بسرعة عالية. وبالتالي، فإن المرآب هو الذي ينكمش بطوله، ونحن نستنتج الآن أنه صغير جدًا لدرجة أنه لم يتم احتواؤه تمامًا على السلم في أثناء مروره: لا يصلح السلم، ولا يمكننا إغلاق كلا البابين على جانبي السلم. هذا التناقض الواضح هو ما يشكل المفارقة.

## حل المفارقة
يكمن حل المفارقة الواضحة في نسبية التزامن: ما يعتبره أحد المراقبين (المراقب في المرآب) حدثين متزامنين قد لا يكونان في الواقع متزامنين بالنسبة إلى مراقب آخر (على سبيل المثال المراقب مع السلم). عندما نقول أن السلم «يُحتوى» داخل المرآب، فإن ما نعنيه بالتحديد هو أنه في وقت معين، كان موضع نهاية السلم وموضع مقدمة السلم داخل المرآب؛ بعبارة أخرى، كانت مقدمة السلم ونهايته داخل المرآب في وقت واحد. نظرًا إلى أن التزامن قريب نسبيًا، يختلف اثنان من المراقبين حول ما إذا كان السلم مناسبًا. بالنسبة للمراقب مع المرآب، كانت النهاية الخلفية للسلم موجودة في المرآب في نفس الوقت الذي كانت فيه النهاية الأمامية للسلم، وبالتالي فإن السلم مناسب؛ لكن بالنسبة للمراقب مع السلم، لم يكن هذان الحدثان متزامنين، ولم يُحتوَ السلم.
هناك طريقة واضحة لرؤية ذلك وهي النظر في الأبواب، والتي، في إطار المرآب، تغلق لفترة وجيزة حين يكون السلم في الداخل بالكامل. ننظر الآن إلى هذه الأحداث في إطار السلم. الحدث الأول هو مقدمة السلم تقترب من باب الخروج من المرآب. يغلق الباب، ثم يفتح مرة أخرى للسماح بمرور مقدمة السلم. في وقت لاحق، يمر الجزء الخلفي من السلم من خلال باب المدخل، الذي يغلق ثم يفتح. نرى أنه، بما أن التزامن نسبي، فإن البابين لا يحتاجان إلى الإغلاق في نفس الوقت، ولم يكن السلم بحاجة إلى وضعه داخل المرآب. 
يمكن توضيح الموقف بشكل أكبر بواسطة مخطط مينكوفسكي أدناه. الرسم البياني في الإطار المتبقي من المرآب. يُظهر القضيب الأزرق الفاتح العمودي المرآب في الزمان والمكان، بينما يُظهر القضيب الأحمر الفاتح السلم في الزمان والمكان. محاور x و t هي فضاء الكراج ومحور الوقت، على التوالي، و x ′ و t ′ هما فضاء السلم ومحاور الوقت، على التوالي. في إطار المرآب، يتم تمثيل السلم في أي وقت محدد بمجموعة من النقاط الأفقية، بالتوازي مع المحور x، في القضيب الأحمر. ومن الأمثلة على ذلك الجزء الخط الأزرق الغامق، والذي يقع داخل القضيب الأزرق الذي يمثل المرآب، والذي يمثل السلم في وقت يكون داخل المرآب بالكامل. في إطار السلم، توجد مجموعات من الأحداث المتزامنة على خطوط موازية لمحور x؛ ويمثل السلم في أي وقت محدد مقطعًا عرضيًا لهذا الخط مع القضيب الأحمر. أحد الأمثلة على ذلك هو الجزء الخط الأحمر الغامق. نرى أن شرائح الخط هذه لا تقع بالكامل داخل القضيب الأزرق؛ أي أن السلم لا يُحتوى أبدًا داخل المرآب.

## حشر السلم داخل المرآب
في نسخة أكثر تعقيدًا من المفارقة، يمكننا حجز السلم فيزيائيًا بمجرد وجوده داخل المرآب بالكامل. يمكن القيام بذلك، على سبيل المثال، من خلال عدم فتح باب الخروج مرة أخرى بعد إغلاقه. في إطار المرآب، نفترض أن باب الخروج غير ثابت، وهكذا عندما يضربه السلم، نقول إنه يتوقف على الفور. بحلول هذا الوقت، نغلق باب المدخل أيضًا، وبالتالي يكون السلم عالقًا داخل المرآب. نظرًا إلى أن سرعته النسبية الآن تساوي الصفر، فلن يتم انكماش طوله، وسيصبح حينها أطول من المرآب؛ عندها سيكون عليه الانحناء أو التهشّم أو الانفجار.
مرة أخرى، يأتي اللغز من النظر في الوضع من إطار السلم. في التحليل أعلاه، في إطاره الخاص، كان السلم دائمًا أطول من المرآب. فكيف أغلقنا الأبواب وحجزناه في الداخل؟
تجدر الإشارة هنا إلى سمة عامة للنسبية: لقد استنتجنا، من خلال النظر في إطار المرآب، أننا نحبس بالفعل السلم داخل المرآب. لذلك يجب أن يكون هذا صحيحًا في أي إطار - لا يمكن أن يحدث أن يستقر السلم في إطار واحد ولا يفعل في إطار آخر. من إطار السلم، نعلم أنه يجب أن يكون هناك بعض التفسير لكيفية احتجاز السلم؛ يجب علينا ببساطة العثور على التفسير. 
التفسير هو أنه على الرغم من تباطؤ جميع أجزاء السلم في نفس الوقت إلى الصفر في إطار المرآب، نظرًا إلى أن التزامن نسبي، فإن التباطؤات المقابلة في إطار السلم ليست متزامنة. بدلاً من ذلك، يتباطأ كل جزء من السلم بالتسلسل، من الأمام إلى الخلف، حتى يتباطأ الجزء الخلفي من السلم، في الوقت الذي يكون فيه بالفعل داخل المرآب.
نظرًا إلى تحكم تحويلات لورينتز في انكماش الطول وتمدد الوقت، يمكن اعتبار مفارقة السلم مرتبطة فيزيائيًا بمفارقة التوأم، حيث تترك واحدة من مجموعة من التوائم الأرض وتسافر بسرعة لفترة، وتعود إلى الأرض أصغر قليلًا من التوأم الأرضي. كما هو الحال في السلم المحبوس داخل الحظيرة، إذا لم يكن هناك أي إطار مرجعي متميز -كل منهما يتحرك فقط بالنسبة إلى الآخر- كيف يمكن أن يكون هذا هو توأم السفر وليس الشخص الثابت الأصغر سناً (تمامًا كما هو السلم بدلاً من الحظيرة الأقصر)؟ في كلتا الحالتين، فإن تباطؤ التسارع هو الذي يميز الظواهر: إن التوأم، وليس الأرض (أو السلم، وليس الحظيرة) الذي يخضع لقوة التباطؤ في العودة إلى إطار القصور الذاتي الزمني (أو الفيزيائي) في حالة سلم الحظيرة.

## مفارقة السلم ونقل القوة
ماذا لو تم إغلاق الباب الخلفي (الباب الذي يخرج منه السلم) بشكل دائم ولم يُفتح أبدًا؟ افترض أن الباب صلب لدرجة أن السلم لن يخترقه عندما يصطدم، لذلك يجب أن يتوقف. ثم، كما في السيناريو الموصوف أعلاه، في الإطار المرجعي للمرآب، هناك لحظة يكون فيها السلم داخل المرآب قبل أن يصطدم مع الباب الخلفي ويتوقف. ومع ذلك، من الإطار المرجعي للسلم، يكون السلم أكبر من أن يتسع في المرآب، لذلك بحلول الوقت الذي يصطدم فيه بالباب الخلفي ويتوقف، يكون الجزء الخلفي من السلم لم يصل بعد إلى الباب الأمامي. هذا يبدو مفارقة. والسؤال هو: هل الجزء الخلفي من السلم يعبر الباب الأمامي أم لا؟ 
تنشأ الصعوبة في الغالب من افتراض أن السلم صلب (أي، يحافظ على نفس الشكل). تبدو السلالم تبدو صلبة في الحياة اليومية. لكن كونه جامدًا تمامًا يتطلب ذلك قدرته على نقل القوة بسرعة لا حصر لها (أي عندما تضغط على أحد الأطراف، يجب أن يتفاعل الطرف الآخر على الفور، وإلا سيتشوه السلم). هذا يتناقض مع النسبية الخاصة، التي تنص على أن المعلومات لا يمكن أن تنتقل بسرعة أكبر من سرعة الضوء (وهو سريع للغاية بالنسبة لنا أن نلاحظ ذلك في الحياة الحقيقية، ولكن مهم في سيناريو السلم). لذلك لا يمكن أن تكون الأجسام صلبة تمامًا في ظل النسبية الخاصة. 
في هذه الحالة، بحلول الوقت الذي تصطدم فيه مقدمة السلم بالباب الخلفي، لا يعرف الجزء الخلفي من السلم ذلك بعد، لذلك يواصل التحرك للأمام (و«يضغط السلم»). في كل من إطار المرآب والإطار بالقصور الذاتي للسلم، يستمر الطرف الخلفي في التحرك في وقت الاصطدام، حتى على الأقل عند النقطة التي يأتي فيها الجزء الخلفي من السلم إلى مخروط الضوء للتصادم (أي النقطة التي تصل فيها قوة التحرك للخلف بسرعة الضوء إلى نقطة التصادم). عند هذه النقطة، يكون السلم في الواقع أقصر من الطول الأصلي له، وبالتالي تكون النهاية الخلفية داخل المرآب. تصل الحسابات في كلا الإطارين المرجعيين إلى نفس النتيجة.
ما سيحدث بعد وصول القوة إلى الجزء الخلفي من السلم ليس واضحًا. اعتمادًا على الفيزياء، يمكن للسلم أن يُكسر. أو، إذا كان مرنًا بدرجة كافية، أن ينحني ثم يعود فيتسع إلى طوله الأصلي. وعند سرعة عالية بما فيه الكفاية، تنفجر أي مادة حقيقية بعنف إلى بلازما.

## سقوط رجل في نافذة مشبكة
اقتُرح حل هذه النسخة المبكرة من المفارقة في الأصل بواسطة فولفجانج ليندر. والتي تتضمن رجلًا يسير بسرعة، ويمثله قضيب، يسقط في نافذة مشبكة. من المفترض أن يكون القضيب فوق الشبكة بالكامل في الإطار المرجعي للشبكة قبل أن يُطبق التسارع الهابط في وقت واحد وبشكل متساوٍ على كل نقطة في القضيب.
من منظور الشبكة، يخضع القضيب لتقلص الطول ويتناسب مع الشبكة. ومع ذلك، من وجهة نظر القضيب، فإن المشابك تمر بانكماش طول، يبدو من خلالها أن القضيب طويل جدًا بحيث لا يمكنه السقوط. 
إن التسارع الهابط للقضيب، والذي يكون متزامنًا في الإطار المرجعي للشبكة، لا يكون متزامنًا في الإطار المرجعي للقضيب. في الإطار المرجعي للقضيب، يتم تسريع مقدمة القضيب أولاً نحو الأسفل، ومع مرور الوقت، يتعرض المزيد والمزيد من القضيب إلى التسارع الهابط حتى النهاية الخلفية بحيث يتسارع كامل القضيب إلى الأسفل. ينتج عن هذا ثني القضيب في الإطار المرجعي للقضيب. نظرًا إلى أن هذا الانحناء يحدث في إطار مسند القضيب، فهو تشوه مادي حقيقي للقضيب يؤدي إلى حدوث ضغوط في القضيب. 
لكي يصبح هذا السلوك غير الصلب للقضيب واضحًا، يجب أن يكون كل من القضيب نفسه والشبكة على نطاق واسع بحيث يكون وقت اجتيازه قابلاً للقياس.

## مفارقة القضيب والحلقة
هناك مفارقة مشابهة للغاية ولكنها أبسط من مفارقة القضبان والمشابك، والتي لا تتضمن سوى إطارات بالقصور الذاتي، هي مفارقة "القضيب والحلقة. مفارقة القضبان والمشابك معقدة: فهي تنطوي على أطر مرجعية غير بالقصور الذاتي، إذ إن الرجل يسير أفقياً في لحظة واحدة، وبعدها يسقط للأسفل؛ وتنطوي على تشوه ماديّ للرجل (أو القضيب)، إذ ينحني القضيب في إطار مرجعي ويستقيم في إطار آخر. تفرض هذه الجوانب من المشكلة تعقيدات تتضمن صلابة القضيب والتي تميل إلى إهمال الطبيعة الحقيقية لـ "المفارقة". أما مفارقة "القضيب والحلقة" فهي خالية من هذه التعقيدات: قضيب، وهو طول أكبر قليلاً من قطر الحلقة، يتحرك للأعلى وإلى اليمين مع محوره الطويل الأفقي، في حين أن الحلقة ثابتة ومستوى الحلقة أيضًا أفقي. إذا كانت حركة القضيب عالية بحيث يتزامن مركز القضيب مع مركز الحلبة في وقت ما، فسيحدث انكماش لورنتز بسبب المركبة الأمامية لحركته، وسوف يمر عبر الحلقة. تحدث المفارقة عندما يتم النظر في المشكلة في الإطار الباقي للقضيب. تتحرك الحلقة الآن للأسفل وإلى اليسار، ويحدث انكماش لورنتز بطولها الأفقي، بينما لن يتم مرور القضيب على الإطلاق. كيف يمكن أن يمر القضيب عبر الحلقة؟
يكمن حل المفارقة مرة أخرى من خلال نسبية التزامن. يُعرَّف طول الجسم المادي بأنه المسافة بين حدثين متزامنين يحدثان في كل نهاية للجسم، وبما أن التزامن نسبي، فإن الطول نسبي كذلك. هذا التباين في الطول هو مجرد انكماش لورنتز. وبالمثل، يتم تعريف الزاوية المادية على أنها الزاوية التي تشكلها ثلاثة أحداث متزامنة، وستكون هذه الزاوية أيضًا كمية نسبية. في المفارقة أعلاه، على الرغم من أن القضيب ومستوى الحلقة متوازيين في الإطار الباقي للحلقة، إلا أنهما غير متوازنين في الإطار الباقي للقضيب. يمر القضيب غير المنقطع عبر الحلقة المنكمشة نظرًا لتدوير مستوى الحلقة بالنسبة للقضيب بكمية كافية للسماح للقضيب بالمرور. 
من الناحية الرياضية، يمكن فصل تحول لورنتز إلى نتاج دوران مكاني وتحول لورنتز «مناسب» لا يتضمن أي دوران مكاني. تستند الدقة الرياضية للقضيب والمفارقة الدائرية إلى حقيقة أن ناتج تحولي لورنتز المناسبين (الأفقي والرأسي) قد ينتجان تحول لورنتز غير مناسب (قطري) ولكنه يتضمن مكون دوران مكانيًا.